# SN 2010lc
SN 2010lc – supernowa typu Ia odkryta 31 października 2010 roku w galaktyce A015501+1139. W momencie odkrycia miała maksymalną jasność 18,60m.